# Leśniczówka (przystanek kolejowy)
Leśniczówka – przystanek osobowy, dawniej stacja kolejowa w powiecie lubelskim, w województwie lubelskim. Służyła głównie do załadunku buraków cukrowych wywożonych do cukrowni w Lublinie.

## Ruch pasażerski
| Rok  | Wymiana pasażerska na dobę |
| ---- | -------------------------- |
| 2017 | 20-49                      |
| 2022 | 20-49                      |

Stację nazwano „Leśniczówka” ze względu na to, że położona jest na skraju lasu. Została zamknięta dla potrzeb technicznych 16 listopada 1993 roku i przekształcona w przystanek osobowy. W lipcu 2003 dokonano całkowitej rozbiórki wszystkich torów dodatkowych i rozjazdów, pozostawiono tylko jeden tor główny. Do dziś zachował się jeden tor, stary słup megafonowy oraz ruiny nastawni wykonawczej od strony Wilkołazu. Przy okazji remontu i zabudowy na przejeździe, w ciągu drogi powiatowej Sobieszczany–Kłodnica SSP, zburzono ruiny nastawni dysponującej. Znajduje się tu drewniany dworzec, obecnie zaadaptowany na prywatne mieszkanie. Przed likwidacją stacji oprócz toru głównego zasadniczego, znajdowały się dwa tory główne dodatkowe i jeden tor ładunkowy, zakończony kozłem oporowym od strony Wilkołazu. Tor 2 miał żeberko wyciągowe w kierunku Niedrzwicy, również zakończone kozłem. Semafory na początku kształtowe, w roku 1972 zostały zmienione na świetlne. Z nastawni dysponującej zamykano niegdyś także przejazd kolejowy od strony Niedrzwicy. Peron dwukrawędziowy po likwidacji stacji został przekształcony w jednokrawędziowy.
Podczas remontu i elektryfikacji linii kolejowej nr 68 na odcinku Lublin–Kraśnik pomiędzy marcem a wrześniem 2018 roku wyremontowano peron przystanku.